# ビジャーワル
ビジャーワル（Bijawar）は、インドのマディヤ・プラデーシュ州、チャタルプル県の都市。

## 歴史
17世紀、ゴンド族のガルハ王国の王ビジャイ・シングが建設した。
オールチャー王国の一族チャトラサールにより征服され、18世紀にはビール・シング・デーオが支配した。
1811年、領主ラタン・シングはイギリスと軍事保護条約を締結し、ビジャーワル藩王国となった。
1857年、インド大反乱が発生すると、ビジャーワル藩王国はイギリスに味方して鎮圧に尽力した。

## 地理
ビジャーワルは北緯24度38分 東経79度30分 / 北緯24.63度 東経79.5度座標: 北緯24度38分 東経79度30分 / 北緯24.63度 東経79.5度に位置している。

## 人口
2001年の統計では、18,412人であった